# Atletismo na Universíada de Verão de 1981

## Quadro de medalhas
| Ordem | País                   | Medalha de ouro | Medalha de prata | Medalha de bronze |     |
| ----- | ---------------------- | --------------- | ---------------- | ----------------- | --- |
| 1     | URS União Soviética    | 11              | 10               | 11                | 30  |
| 2     | USA Estados Unidos     | 11              | 6                |                   | 17  |
| 3     | GDR Alemanha Oriental  | 4               | 5                |                   | 9   |
| 4     | ITA Itália             | 3               | 3                | 2                 | 8   |
| 5     | ROM Romênia            | 2               | 4                | 9                 | 15  |
| 6     | GBR Grã-Bretanha       | 2               | 1                | 2                 | 5   |
| 7     | CHN China              | 1               | 2                |                   | 3   |
| 8     | HUN Hungria            | 1               | 2                |                   | 3   |
| 9     | YUG Iugoslávia         | 1               | 2                |                   | 3   |
| 10    | FRG Alemanha Ocidental | 1               |                  | 2                 | 3   |
| 11    | POL Polônia            | 1               |                  | 1                 | 2   |
| 12    | MAR Marrocos           | 1               |                  |                   | 1   |
| 13    | BUL Bulgária           |                 | 1                |                   | 1   |
| 13    | TCH Checoslováquia     |                 | 1                |                   | 1   |
| 13    | FIN Finlândia          |                 | 1                |                   | 1   |
| 13    | GRE Grécia             |                 | 1                |                   | 1   |
| 16    | BRA Brasil             |                 |                  | 3                 | 3   |
| 16    | FRA França             |                 |                  | 3                 | 1   |
| 18    | CUB Cuba               |                 |                  | 2                 | 2   |
| 18    | ALG Argélia            |                 |                  | 1                 | 1   |
| 18    | AUT Áustria            |                 |                  | 1                 | 1   |
| 18    | CIV Costa do Marfim    |                 |                  | 1                 | 1   |
| 18    | GHA Gana               |                 |                  | 1                 | 1   |
|       | Total                  | 39              | 39               | 39                | 129 |